# Hebbla Stålarm
Hebbla Eriksdotter Stålarm, död före 15 september 1623, var en svensk hovfunktionär. 

## Biografi
Hebbla Eriksdotter var dotter till riksrådet och fältöversten Erik Arvidsson och Beata Nilsdotter Grabbe. Hon gifte sig före 1 oktober 1584 med landshövdingen Arvid Knutsson Drake (död 1618). Hebbla Eriksdotter avled före 15 september 1623.
Hon blev hovmästarinna vid svenska hovet efter makens död.